# Sukka (Mischna)

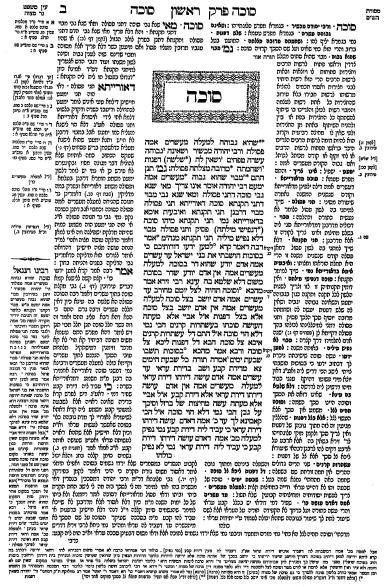
Titelseite des Traktates Sukka

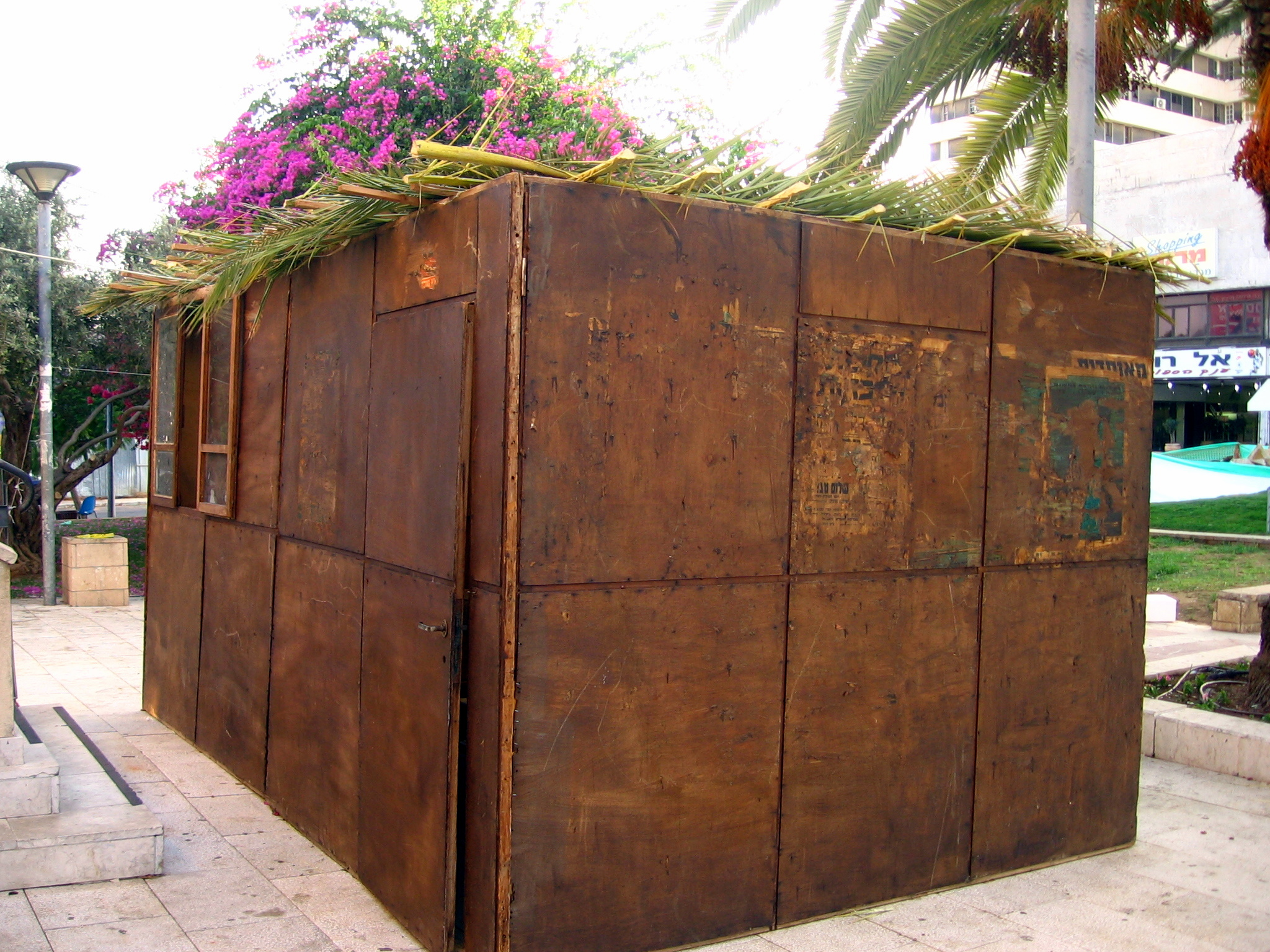
Eine Sukka in Tel Aviv

Sukka/סוכה ist ein Traktat der Mischna in der Ordnung Mo'ed (Festzeiten, Festtag).
Der Traktat Sukka befasst sich im weitesten Sinne mit Halachot, die im Zusammenhang mit dem Laubhüttenfest, Sukkot, stehen. Das erste Kapitel behandelt den Bau einer Laubhütte. Dabei werden insbesondere Fragen zum Standort, zu den Abmessungen und den verwendbaren Baumaterialien geklärt. Kapitel II erweitert den Kreis der Fragen hinsichtlich der in der Laubhütte zu verrichtenden Tätigkeiten. Im dritten Kapitel wird die Beschaffenheit des Feststraußes, bestehend aus Lulav, Myrtenzweig (Hadas), Weidenzweig (Arawa) und Etrog diskutiert, außerdem werden die zu rezitierenden Segens- und Lobsprüche aufgeführt. Hierauf folgen die Schlusskapitel IV und V, in welchen die Bräuche des Laubhüttenfestes zur Zeit des Zweiten Tempels beschrieben werden.
Der Traktat steht an 6. Stelle in der Ordnung Moed (מועד). Zu Sukka existiert ein Traktat der Tosefta, ebenso eine Gemara in beiden Talmudim.